# Fualifeke
Fualifeke est un motu de l’atoll de Funafuti, capitale des Tuvalu. Il est inhabité.

## Géographie

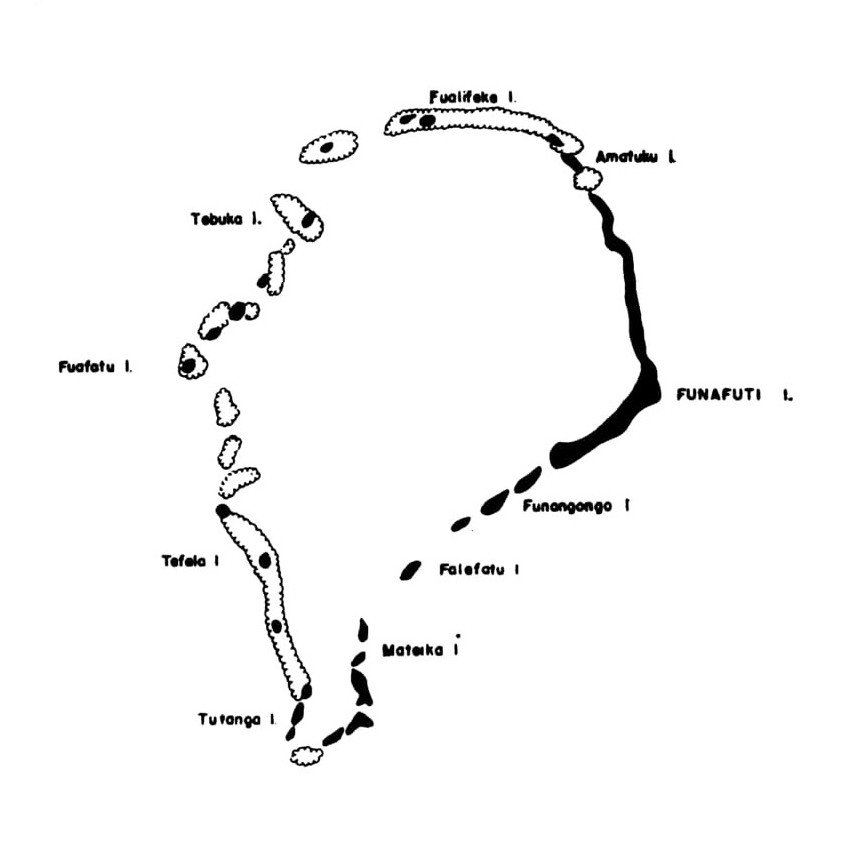
Atoll de Funafuti.